# Mozartstraße 20 (Mönchengladbach)

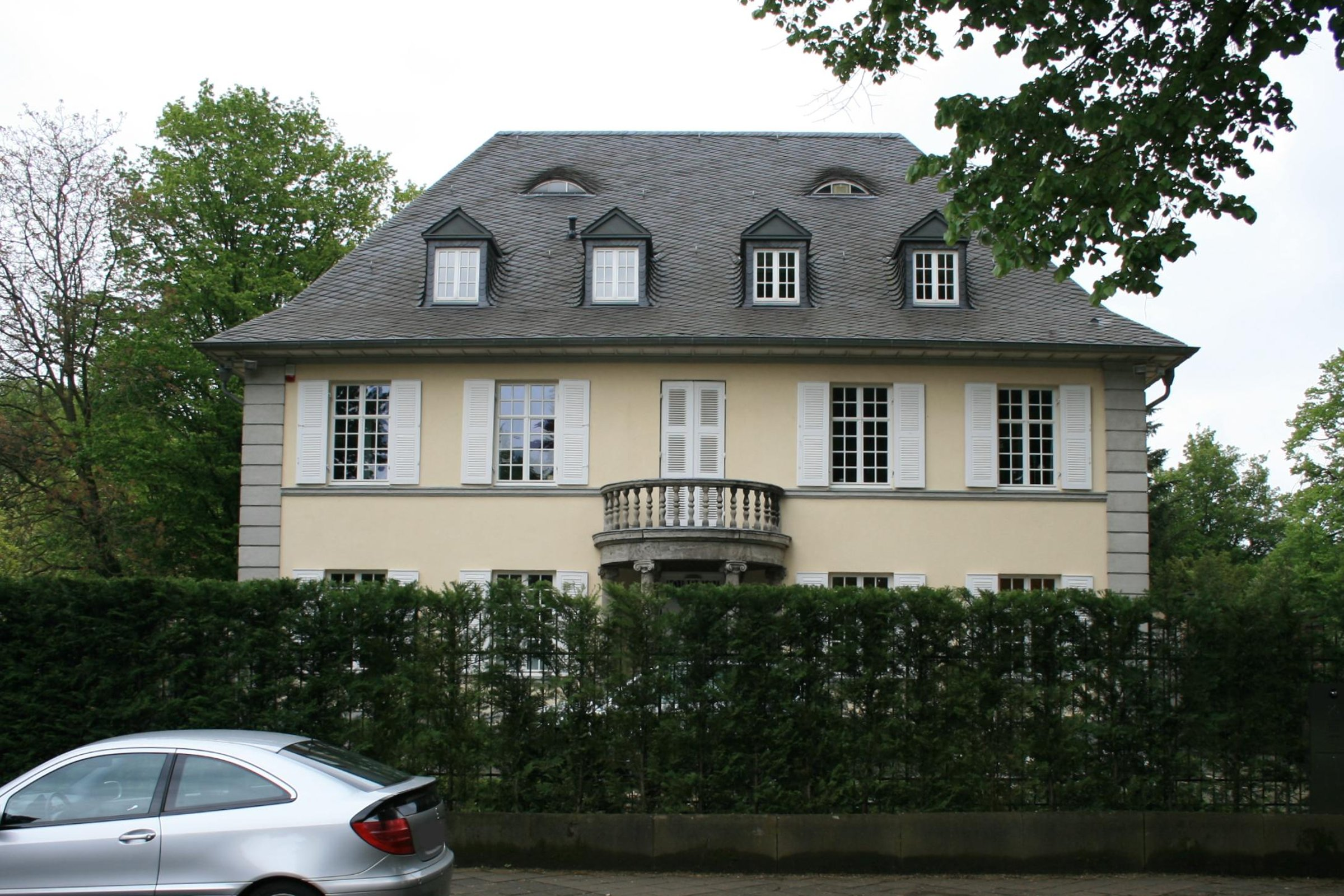
Wohnhaus (Villa), 2010

Das Wohnhaus Mozartstraße 20 steht in Mönchengladbach (Nordrhein-Westfalen).
Das Gebäude wurde um die Jahrhundertwende erbaut. Es wurde unter Nr. M 007 am 4. Dezember 1984 in die Denkmalliste der Stadt Mönchengladbach eingetragen.

## Lage
Die Mozartstraße liegt am Rande des Bunten Gartens unmittelbar an der Beethovenstraße.

## Architektur
Bei dem Objekt handelt es sich um ein freistehendes zweigeschossiges verputztes Einfamilienhaus, ehemals eine Stadtvilla mit verschiefertem Walmdach.